# Макија (Матера)
Макија (итал. Macchia) је насеље у Италији у округу Матера, региону Базиликата.
Према процени из 2011. у насељу је живело 98 становника. Насеље се налази на надморској висини од 62 м.